# Brachypterygius
Brachypterygius és un gènere d'ictiosaure que va viure al Juràssic superior. Les seves restes fòssils s'han trobat a Anglaterra i Rússia. És un membre de la família dels oftalmosàurids i està estretament emparentat amb Platypterygius i Caypullisaurus.